# Papirusowa Drabina

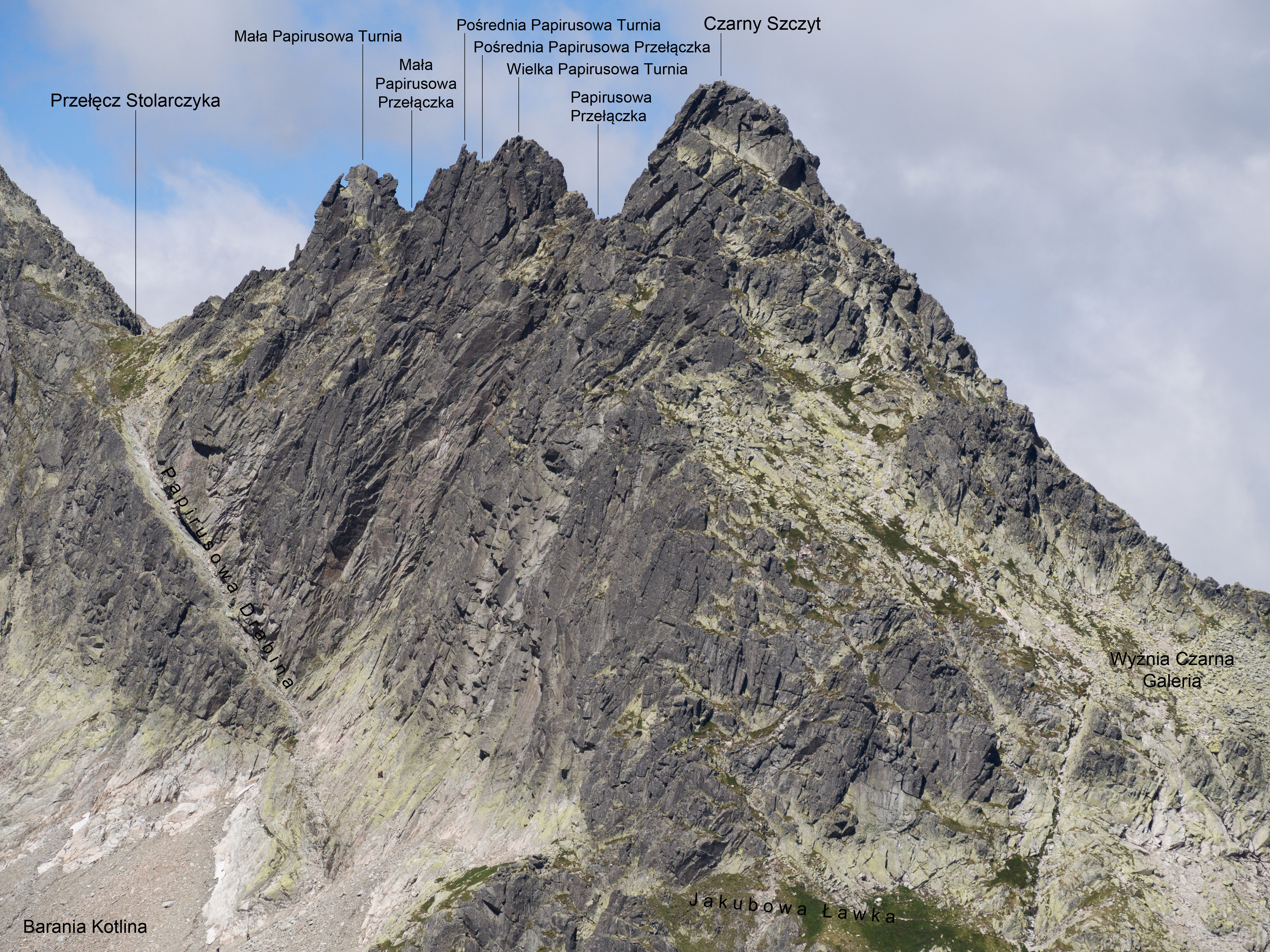
Papirusowa Drabina po lewej, w ścianie pod Papirusowymi Turniami (podpisana)

Papirusowa Drabina (słow. Papirusov rebrík) – długi zachód w południowych ścianach Papirusowych Turni i Czarnego Szczytu, biegnący przez nie ukośnie. Służy on jako jedna z łatwiejszych dróg wejściowych na Przełęcz Stolarczyka z Doliny Dzikiej.
Urwiska poniżej Papirusowej Drabiny to Papirusowe Spady, natomiast powyżej niej rozciągają się wysokie ściany Papirusowych Turni. W ścianach tych wyróżnia się liczne formacje, w tym Papirusowy Komin (opadający z Papirusowej Przełączki) i Zadni Papirusowy Komin (zbiegający z Pośredniej Papirusowej Przełączki). Z kolei Papirusowe Spady przecina kilka innych żlebów: Zadni, Pośredni i Skrajny Papirusowy Żlebek.
Przez Papirusową Drabinę nie prowadzą żadne szlaki turystyczne, jest dostępna jedynie dla taterników. Papirusowa Drabina była od dawna znana jurgowskim myśliwym, którzy wykorzystywali ją do poruszania się między Doliną Dziką a Doliną Czarną Jaworową.
Papirusowa Drabina ma trzy części:
- Niżnia Papirusowa Drabina (do zwężenia pod wylotem Papirusowego Komina),
- Pośrednia Papirusowa Drabina (do górnego wylotu Zadniego Papirusowego Żlebka),
- Wyżnia Papirusowa Drabina (do Przełęczy Stolarczyka).

## Historia
Pierwsze przejścia turystyczne:
- Janusz Chmielowski, przewodnicy Klemens Bachleda i Józef Tatar, 5 maja 1898 r. – letnie,
- Stanisław Krystyn Zaremba, 31 grudnia 1932 r. – zimowe.